# Phare de Lime Point
Le phare de Lime Point est un phare situé près du côté nord du Golden Gate Bridge, dans le Comté de Marin (État de la Californie), aux États-Unis.
Ce phare est géré par la Garde côtière américaine, et les phares de l'État de Californie sont entretenus par le District 11 de la Garde côtière.
Il se trouve dans le Golden Gate National Recreation Area de la baie de San Francisco.

## Histoire
La première lumière à lentille de Lime Point était accrochée au mur du bâtiment du signal de brume à une hauteur de 6 m au-dessus de l'eau. Lorsque le Pont du Golden Gate a été achevé en 1937, une corne de brume et la lumière ont été replacées à la base de la tour sud du pont, ce qui rend inutile le phare de Fort Point. Cependant, le phare de Lime Point était situé à côté de la base de la tour nord et restait une position efficace pour une corne légère de brume. Lime Point a été automatisé par la garde côtière des États-Unis en 1961, et le bâtiment de trois étages et d'autres bâtiments ont été démolis, ne laissant que le bâtiment du signal de brouillard.
Identifiant : ARLHS : USA-434 - Amirauté : G4072 - USCG : 6-4270.

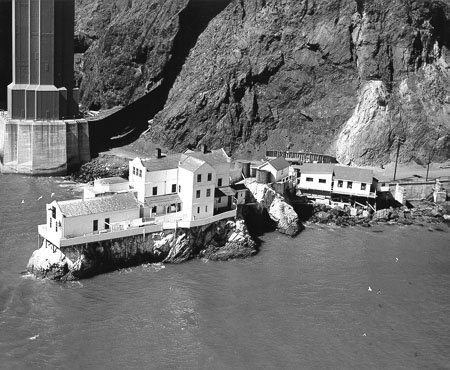
Le phare.